# Lord Kames
Henry Home, Lord Kames (léase Henry Hume, 1696 – 27 de diciembre de 1782) fue un filósofo escocés del siglo XVIII. Nacido en Kames House, casa patronímica situada entre Eccles y Birgham, en Berwickshire, fue un destacado abogado y uno de los líderes de la Ilustración Escocesa. En 1752 fue nombrado juez del Tribunal Supremo de Escocia, cargo que traía consigo el ennoblecimiento, adquiriendo a partir de entonces el título de Lord Kames.

## Amistad con David Hume
Lord Kames fue un gran amigo del filósofo David Hume. Eran vecinos, además de familiares distantes, compartiendo apellido: David Hume alteró su apellido Home al comenzar a residir en Inglaterra, pues en escocés Home es pronunciado como Hume. La casa de Lord Kames estaba a apenas diez millas de Ninewells, lugar donde Hume creció. El padre de Hume falleció cuando éste todavía era un niño, y Lord Kames, en virtud de su parentesco con Hume, se convirtió en una figura protectora para el joven David. Reconociendo la brillantez del mismo, lo apoyaría cuando David decidió dejar los estudios de derecho a favor de los de filosofía. Hume no dejó nunca de ensalzar a Kames, de quien dijo que era el mejor amigo que jamás he tenido, además de el hombre más grande del mundo y una mente de hierro en un cuerpo de hierro. No obstante, Hume y Kames discutían constantemente, particularmente en materia de religión. Hume era ateo, y Lord Kames anglicano, algo raro en Edimburgo, donde la mayoría de la aristocracia terrateniente era calvinista (presbiteriana). Kames detestaba el ateísmo.

## Otras amistades
Defensor de la igualdad de todos los hombres, Lord Kames abogó en todo momento por la abolición de la esclavitud. En algunas de sus opiniones podía ser muy vehemente, siendo conocidas sus discusiones con Lord Monboddo, un adversario con quien compartía tribunal y con quien le unía una rivalidad muy fiera y competitiva. De hecho, en contraposición a las veladas ilustradas que Lord Monboddo celebraba en Edimburgo, Lord Kames estableció las suyas propias, en las que recibía a algunas de las principales personalidades de la Ilustración escocesa y la intelectualidad británica, como David Hume, John Home, James Boswell y Samuel Johnson, entre otros. Boswell acudía a menudo a sus veladas, y ante la admiración que sentía Kames por Johnson, los puso en contacto y los presentó a raíz de una viaje de Johnson a Edimburgo. Aunque nunca lo uniría a él una gran amistad, Johnson y Kames se profesaban un respeto mutuo, y, ante la insistencia del lord, Samuel Johnson se avendría a revisar y corregir algunas de los libros de Kames, como su historia de Escocia.

## Obras
Home escribió mucho sobre la importancia de la propiedad privada para la sociedad. En su Essay Upon Several Subjects Concerning British Antiquities (Ensayo sobre diversos temas relacionados con la antigüedad británica), escrito poco después de la revuelta jacobita de 1745, describe como la política de Escocia no estaba basada en la lealtad a los Reyes o Reinas de Escocia, algo defendido por los jacobitas, sino en las reales concesiones de tierras y títulos dados como estímulo a la lealtad a los mismos.

### Teoría de los cuatro estadios de la sociedad
En su Historical Law Tracts y posteriormente en su Sketches on the History of Man, Kames pretendió explicar el surgimiento de los sistemas legales en el mundo, para lo cual tuvo que abordar el desarrollo de las sociedades humanas. El libro, que pronto excedió su primer propósito, pasa por ser uno de los primeros tratados de antropología social. En él expuso una influyente teoría acerca de los distintos estadios de desarrollo de la sociedad, de los que distinguió cuatro fases diferenciadas en la historia social humana:
- Primer Estadio: La primera fase de la sociedad fue, según Kames, la de los cazadores-recolectores. En ella, grupos humanos reducidos se dedicaban a la caza o recolección de alimentos directamente disponibles en el medio, evitándose los unos a los otros para no entrar en competencia por unos recursos escasos. Ofreció como ejemplo la sociedad esquimal, señalando que en tal estadio las leyes eran innecesarias, y se reducirían a aquellas normas de convivivencia fruto de la costumbre.

- Segundo Estadio: La segunda fase se refería a la de pastores y ganaderos. El hombre, después de haber tomado todo directamente de la naturaleza, habría aprendido a domesticar animales, pudiendo así controlar mejor la producción de alimentos, que se incrementaría. Ello permitió mantener sociedades mayores, pero de un bajo grado de complejidad, algo acorde con la propia estructura económica de los grupos. De nuevo, el sistema legal sería innecesario, y de existir vendría dado por los líderes de los clanes. Este tipo de sociedades serían posiblemente nómadas en busca de mejores pastos; Kames ofreció como ejemplo los pueblos beduinos del Magreb, los pueblos de Arabia o algunos indios americanos.

- Tercer Estadio: La tercera fase es la de la agricultura. En ella, el ser humano habría aprendido a cultivar, lo que por un lado permitiría un mayor crecimiento de los grupos y clanes, al tiempo que obligaría a una mayor coordinación en grupos cada vez mayores: el cultivo de los campos requiere regular la interacción entre muchas personas, algo inexistente hasta ahora. Además, surgirían nuevas profesiones especializadas, como carpinteros, herreros, picapedreros,... Para propiciar buenas cosechas, surgiría una casta especial dedicada a ritualizar las creencias místico-religiosas de la sociedad: los sacerdotes, y para proteger la sociedad de sus vecinos, aparecerían posiblemente guerreros. Estas dos castas posiblemente ocuparían la élite social. Además, surgirían nuevos tipos de relaciones entre individuos: entre artesanos y labradores, entre dueños de la tierra y sus arrendatarios, entre señores y esclavos,... surgiendo nuevas formas de cooperación, pero también choques de intereses. Kames afirmaba que los dos primeros estadios de la sociedad no necesitaban de leyes porque todo el gobierno podía ser ejercido directamente por los jefes de familia o de los clanes; sería con la introducción de la agricultura que el derecho se haría necesario, porque con ella pasaría a haber una red de complejas interacciones de derechos y obligaciones que anteriormente no existían. Kames lo resumiría diciendo que "la íntima unión entre una multitud de individuos provocada por la agricultura, requirió de un nuevo conjunto de derechos y obligaciones para la sociedad. Esto obligó al surgimiento de las leyes y de aquellos que velaran por su cumplimento". Políticamente, esta fase estaría asociada al feudalismo y al despotismo.

- Cuarto Estadio: En el cuarto estadio, Home describió el surgimiento de las ciudades. La actividad económica creciente propició el desarrollo de una serie de lugares que por su situación podían actuar como focos de coordinación económica: esos lugares comenzarían a crecer hasta convertirse en ciudades. Atraídos por las ciudades, muchos individuos abandonarían los pueblos y las granjas y comenzarían a afincarse en ellas, que se volverían puertos marítimos o centros de comercio crecientes en complejidad, entre los que las redes y las relaciones económicas seguirían creciendo. La vida en las ciudades, caracterizada por la especialización de sus habitantes, la existencia de diferentes clases sociales y muchos intereses contrapuestos, forzaría a una cooperación aún mayor que llevaría al desarrollo de más y más complejas leyes que abordaran situaciones hasta entonces inéditas: leyes marítimas, leyes de regulación del mercado de bienes y servicios,... El progreso material traído por la nueva organización social permitiría abandonar el despotismo anterior, posibilitando el planteamiento de una serie de derechos individuales y el establecimiento de regímenes democráticos: la conciencia individual pasaría a poder regular aquello que anteriormente le era impuesto por coerción externa; esto es, se desarrollarían, a la par de sistemas completos de leyes civiles, otros de leyes constitucionales. Así, la comunidad de seres humanos libres y en cooperación tal y como la describirán Adam Smith o Francis Hutcheson pasará a ser posible. Para Kames, el Reino Unido, la Antigua Grecia o la Antigua Roma eran un ejemplo de este estadio.

Kames pudo observar estas cuatro fases en la propia Escocia, con las highlands (tierras altas) dedicadas al pastoreo y la agricultura, las lowlands (tierras bajas) dedicadas a actividades agrícolas e incipientemente industriales, y con los crecientes centros de comercio en las ciudades de Glasgow y Edimburgo. Además, fue uno de los primeros en asociar democracia con progreso económico, y 100 años antes que Marx, afirmó que el motor del cambio histórico era el cambio de los medios de producción. Esta obra de Lord Kames tuvo un carácter fundacional, al ser la primera obra que abordó la historia de las civilizaciones y la antropología social. Aunque sus teorías sean discutibles, definió los campos y las líneas generales de estudio que la antropología y la sociología desarrollarían en los doscientos siguientes años.

## Influencia
La teoría de los cuatro estadios de Lord Kames serviría como modelo de partida de los trabajos del historiador William Robertson y sus discípulos. Además, serviría de fuente de inspiración para una nueva rama de la historiografía, la Historia de las civilizaciones, que tiene seguidores en los historiadores Arnold Toynbee y William McNeill.
Kames también inspiró a Edward Gibbon en su monumental Historia de la decadencia y caída del Imperio Romano.

## Listado de Obras Principales
- Essays upon Several Subjects in Law (1732)
- Essays on the Principles of Morality and Natural Religion (1751)
- Principles of Equity (1760)
- Introduction to the Art of Thinking (1761)
- Elements of Criticism (1762)
- Sketches of the History of Man (1776).